# Bay of Plenty Times
Die Bay of Plenty Times ist eine regionale Tageszeitung in Neuseeland mit Sitz in Tauranga. Sie zählt mit zu einer der größten Tageszeitungen des Landes.

## Geschichte
Die Bay of Plenty Times erschien erstmals am 4. September 1872 in einer 14-täglichen Erscheinungsweise. Vier Seiten im Tabloid-Format kosteten seinerzeit drei Pence. Gegründet wurde die Zeitung von William Bartleet Langbridge (teilweise auch Bartlett geschrieben), der zusammen mit James Mitchell ein knappes Jahr zuvor in Wellington als Buchdrucker hatte Konkurs anmelden müssen.
In den folgenden 40 Jahren wechselte die Bay of Plenty Times mehrfach ihren Besitzer. Einer ihrer frühen Besitzer war u. a. Edward Mortimer Edgcumbe, der die Zeitung 1875 übernahm und bis 1879 hielt. 1882 übernahm er angeblich die Zeitung erneut und war ebenso an dem Tauranga Telegraph, der von 1883 bis 1884 in Konkurrenz zur Bay of Plenty Times erschien, beteiligt. Trotz wirtschaftlicher Schwierigkeiten war die Bay of Plenty Times eine der ersten Zeitungen in Neuseeland, die Fotografien abdruckte. 1913 übernahmen die Familien Gifford und Cross die Zeitung, infolgedessen das Blatt wirtschaftlich besseren Zeiten entgegen sah. Am 3. Juli 1929 wurde die Zeitung als Kapitalgesellschaft registriert.
Mit dem Bau und der Eröffnung des Hafens für den Export in Mount Maunganui in den frühen 1950er stieg auch die Bedeutung der Bay of Plenty Times. 1955 kam die erste Rotationsmaschine zum Einsatz und 1976 zeitgleich mit dem Einsatz des ersten Computer der Offsetdruck. Im selben Jahr zerstörte ein Feuer das gesamte Archiv der Zeitung. Die historischen Ausgaben waren aber glücklicherweise zuvor auf Microfilme gespeichert worden, die heute noch über die Alexander Turnbull Library eingesehen werden kann.
1992 übernahm Wilson & Horton das Blatt und nur vier Jahre später änderten sich die Eigentumsverhältnisse erneut, dieses Mal zugunsten von Independent Newspapers PC aus Dublin, die 1996 Wilson & Horton übernommen hatte. Am 30. November 1997 wurde die Zeitung als Kapitalgesellschaft aufgelöst und in den Konzern integriert.

## Heute
Seit 1997 gehört die Bay of Plenty Times über einige Firmenkonstruktionen dem australischen Medienkonzern APN News & Media, der dann das Blatt ab Januar 2015 der NZME. Publishing Limited zugeordnet hat. Die irische Independent Newspapers Limited, seit 1999 als Independent News & Media auf dem Markt, besaß 2014 einen Anteil von 29 % an der APN News & Media, war damit ihr größter Shareholder und damit auch größter Anteilseigner an der Bay of Plenty Times.
Stand 2013 erreichte die Zeitung mit einer Auflage von 16.133 Exemplaren eine 47.000 Personen zählende große Leserschaft. Noch 2011 verfügte die Zeitung über rund 100 fest angestellte Mitarbeiter und 250 Teilzeitbeschäftigte, die für die Verteilung der Zeitung in der Region sorgten. Neben dem Hauptsitz in Tauranga, verfügt das Blatt über vier Büros in den Städten Katikati, Te Puke, Waihi und Whangamatā.
Die Bay of Plenty Times produziert zusätzlich fünf sogenannte free community newspapers (kostenlose Zeitungen, die über Werbung finanziert werden), wie die Bay News, die Te Puke Times, den Katikati Advertiser, den Waihi Leader und die Coastal News.